# Омеличі (Котельницький район)
Оме́личі (рос. Омеличи) — присілок у складі Котельницького району Кіровської області, Росія. Входить до складу Біртяєвського сільського поселення.
Населення становить 7 осіб (2010, 11 у 2002).
Національний склад станом на 2002 рік — росіяни 100 %.